# B-VM i håndbold 1989 (mænd)
B-Verdensmesterskabet i håndbold for mænd 1989 var det syvende B-VM i håndbold for mænd, og turneringen med deltagelse af 16 hold afvikledes i Frankrig i perioden 15. – 26. februar 1989. Turneringen fungerede som kvalifikation til A-VM 1990, og holdene spillede om seks ledige pladser ved OL.
Turneringen blev vundet af Island, som i finalen besejrede Polen med 29-26, og de to hold kvalificerede sig dermed til det efterfølgende A-VM sammen med Rumænien, Spanien, Frankrig og Schweiz.
De fem lavest placerede europæiske hold rykkede ned i C-VM, bortset fra Østrig, der som værtsland for næste B-VM ikke kunne rykke ned.

## Resultater

### Indledende runde
De 16 deltagende hold var inddelt i fire grupper med fire hold i hver, og i hver gruppe spillede holdene en enkeltturnering alle-mod-alle. De tre gruppevindere, tre -toere og tre -treere gik videre til mellemrunden, hvor de blev inddelt i to nye grupper med seks hold, mens de øvrige fire hold spillede videre om 13.- til 16.-pladsen.

#### Gruppe A
| Dato  | Kamp              | Res.  | Pause | Spillested |
| ----- | ----------------- | ----- | ----- | ---------- |
| 15.2. | Polen – Cuba      | 26–23 | 12-80 | Nantes     |
| 15.2. | Danmark – Egypten | 27–19 | 15-80 | Nantes     |
| 16.2. | Danmark – Cuba    | 27–23 | 14-10 | Nantes     |
| 16.2. | Polen – Egypten   | 32–17 | 16-90 | Nantes     |
| 18.2. | Polen – Danmark   | 26–24 | 15-11 | Nantes     |
| 18.2. | Cuba – Egypten    | 25–17 | 12-10 | Nantes     |

| Gruppe  | Kampe | Mål   | Point |
| ------- | ----- | ----- | ----- |
| Polen   | 3     | 84-64 | 6     |
| Danmark | 3     | 78-68 | 4     |
| Cuba    | 3     | 71-70 | 2     |
| Egypten | 3     | 53-84 | 0     |

#### Gruppe B
| Dato  | Kamp               | Res.  | Pause | Spillested |
| ----- | ------------------ | ----- | ----- | ---------- |
| 15.2. | Østrig – Spanien   | 22–20 | 11-10 | Grenoble   |
| 15.2. | Frankrig – Israel  | 27–18 | 11-70 | Grenoble   |
| 16.2. | Spanien – Israel   | 21–19 | 12-12 | Grenoble   |
| 16.2. | Frankrig – Østrig  | 21–14 | 10-40 | Grenoble   |
| 18.2. | Spanien – Frankrig | 19–18 | 12-90 | Grenoble   |
| 18.2. | Israel – Østrig    | 21–18 | 10-90 | Grenoble   |

| Gruppe   | Kampe | Mål   | Point |
| -------- | ----- | ----- | ----- |
| Spanien  | 3     | 60-59 | 4     |
| Frankrig | 3     | 66-51 | 4     |
| Israel   | 3     | 58-66 | 2     |
| Østrig   | 3     | 54-62 | 2     |

#### Gruppe C
| Dato  | Kamp                 | Res.  | Pause | Spillested |
| ----- | -------------------- | ----- | ----- | ---------- |
| 15.2. | Rumænien – Kuwait    | 25–16 | 12-60 | Cherbourg  |
| 15.2. | Island – Bulgarien   | 20–12 | 8-8   | Cherbourg  |
| 16.2. | Island – Kuwait      | 33–14 | 15-80 | Cherbourg  |
| 16.2. | Rumænien – Bulgarien | 25–21 | 11-10 | Cherbourg  |
| 18.2. | Rumænien – Island    | 23–21 | 10-10 | Cherbourg  |
| 18.2. | Bulgarien – Kuwait   | 22–18 | 09-10 | Cherbourg  |

| Gruppe    | Kampe | Mål   | Point |
| --------- | ----- | ----- | ----- |
| Rumænien  | 3     | 73-58 | 6     |
| Island    | 3     | 74-49 | 4     |
| Bulgarien | 3     | 55-63 | 2     |
| Kuwait    | 3     | 48-80 | 0     |

#### Gruppe D
| Dato  | Kamp                   | Res.  | Pause | Spillested |
| ----- | ---------------------- | ----- | ----- | ---------- |
| 15.2. | Schweiz – Holland      | 22–16 | 12-10 | Belfort    |
| 15.2. | Vesttyskland – Norge   | 22–17 | 9-4   | Belfort    |
| 16.2. | Vesttyskland – Holland | 26–14 | 10-70 | Belfort    |
| 16.2. | Schweiz – Norge        | 22–18 | 13-10 | Belfort    |
| 18.2. | Schweiz – Vesttyskland | 18–17 | 8-9   | Belfort    |
| 18.2. | Holland – Norge        | 24–21 | 13-10 | Belfort    |

| Gruppe       | Kampe | Mål   | Point |
| ------------ | ----- | ----- | ----- |
| Schweiz      | 3     | 62-51 | 6     |
| Vesttyskland | 3     | 65-49 | 4     |
| Holland      | 3     | 54-69 | 2     |
| Norge        | 3     | 56-68 | 0     |

### Mellemrunde
De tolv hold var inddelt i to grupper med seks hold i hver, og i hver gruppe spillede holdene en enkeltturnering alle-mod-alle. Resultater af indbyrdes opgør mellem hold fra samme indledende gruppe blev overført til mellemrunden. De to gruppevindere gik videre til finalen, og toerne gik videre til bronzekampen. Treerne spillede videre i kampen om 5.-pladsen, mens firerne spillede om 7.-pladsen, femmerne om 9.-pladsen og sekserne om 11.-pladsen.

#### Gruppe I
| Dato  | Kamp               | Res.  | Pause | Spillested |
| ----- | ------------------ | ----- | ----- | ---------- |
| 20.2. | Polen – Israel     | 30–15 | 16-60 | Marseille  |
| 20.2. | Frankrig – Cuba    | 21–14 | 12-80 | Marseille  |
| 20.2. | Spanien – Danmark  | 28–22 | 17-60 | Marseille  |
| 21.2. | Cuba – Israel      | 31–19 | 16-12 | Marseille  |
| 21.2. | Polen – Spanien    | 27–21 | 11-11 | Marseille  |
| 21.2. | Frankrig – Danmark | 23–21 | 14-11 | Marseille  |
| 23.2. | Danmark – Israel   | 32–17 | 13-60 | Marseille  |
| 23.2. | Spanien – Cuba     | 28–20 | 13-60 | Marseille  |
| 23.2. | Polen – Frankrig   | 27–24 | 10-13 | Marseille  |

| Gruppe   | Kampe | Mål     | Point |
| -------- | ----- | ------- | ----- |
| Polen    | 5     | 136-107 | 10    |
| Spanien  | 5     | 117-106 | 8     |
| Frankrig | 5     | 113-990 | 6     |
| Danmark  | 5     | 126-127 | 4     |
| Cuba     | 5     | 111-121 | 2     |
| Israel   | 5     | 088-141 | 0     |

#### Gruppe II
| Dato  | Kamp                     | Res.  | Pause | Spillested |
| ----- | ------------------------ | ----- | ----- | ---------- |
| 20.2. | Schweiz – Bulgarien      | 24–20 | 11-90 | Strasbourg |
| 20.2. | Island – Vesttyskland    | 23–21 | 09-10 | Strasbourg |
| 20.2. | Rumænien – Holland       | 36–22 | 16-70 | Strasbourg |
| 21.2. | Vesttyskland – Rumænien  | 23–21 | 14-90 | Strasbourg |
| 21.2. | Bulgarien – Holland      | 33–26 | 18-13 | Strasbourg |
| 21.2. | Island – Schweiz         | 25–13 | 11-10 | Strasbourg |
| 23.2. | Vesttyskland – Bulgarien | 25–13 | 10-50 | Strasbourg |
| 23.2. | Island – Holland         | 31–17 | 18-10 | Strasbourg |
| 23.2. | Rumænien – Schweiz       | 16–16 | 6-9   | Strasbourg |

| Gruppe       | Kampe | Mål     | Point |
| ------------ | ----- | ------- | ----- |
| Island       | 5     | 120-860 | 8     |
| Rumænien     | 5     | 121-103 | 7     |
| Schweiz      | 5     | 93-94   | 6     |
| Vesttyskland | 5     | 112-890 | 6     |
| Bulgarien    | 5     | 099-120 | 2     |
| Holland      | 5     | 095-148 | 0     |

### Placeringskampe
| Dato                | Kamp                   | Res.                | Pause               | Spillested          |
| Kamp om 11.-pladsen | Kamp om 11.-pladsen    | Kamp om 11.-pladsen | Kamp om 11.-pladsen | Kamp om 11.-pladsen |
| ------------------- | ---------------------- | ------------------- | ------------------- | ------------------- |
|                     | Holland – Israel       | 28–26               | 15-90               | Paris               |
| Kamp om 9.-pladsen  |                        |                     |                     |                     |
|                     | Cuba – Bulgarien       | 30–29               | 16-13               | Paris               |
| Kamp om 7.-pladsen  |                        |                     |                     |                     |
| 26.2.               | Danmark – Vesttyskland | 30–24               | 12-11               | Paris               |
| Kamp om 5.-pladsen  |                        |                     |                     |                     |
| 25.2.               | Frankrig – Schweiz     | 19–13               | 10-80               | Paris               |
| Bronzekamp          |                        |                     |                     |                     |
| 25.2.               | Rumænien – Spanien     | 31–24               | 12-10               | Paris               |
| Finale              |                        |                     |                     |                     |
| 26.2.               | Island – Polen         | 29–26               | 15-13               | Paris               |

### Placeringsrunde
Holdene, der sluttede på fjerdepladserne i grupperne i den indledende runde, spillede en enkeltturnering alle-mod-alle om 13.- til 16.-pladsen.
| Dato  | Kamp             | Res.  | Pause | Spillested |
| ----- | ---------------- | ----- | ----- | ---------- |
| 20.2. | Egypten – Kuwait | 25–23 | 11-14 | Dijon      |
| 20.2. | Norge – Østrig   | 29–20 | 11-90 | Dijon      |
| 21.2. | Østrig – Kuwait  | 20–20 | 8-9   | Dijon      |
| 21.2. | Norge – Egypten  | 34–27 | 17-15 | Dijon      |
| 23.2. | Østrig – Egypten | 29–19 | 13-13 | Dijon      |
| 23.2. | Norge – Kuwait   | 29–22 | 17-15 | Dijon      |

| Gruppe  | Kampe | Mål   | Point |
| ------- | ----- | ----- | ----- |
| Norge   | 3     | 92-69 | 6     |
| Østrig  | 3     | 69-68 | 3     |
| Egypten | 3     | 71-86 | 2     |
| Kuwait  | 3     | 65-74 | 1     |

### Samlet rangering
| Samlet rangering | Samlet rangering |
| ---------------- | ---------------- |
| Guld             | Island           |
| Sølv             | Polen            |
| Bronze           | Rumænien         |
| 4.               | Spanien          |
| 5.               | Frankrig         |
| 6.               | Schweiz          |
| 7.               | Danmark          |
| 8.               | Vesttyskland     |
| 9.               | Cuba             |
| 10.              | Bulgarien        |
| 11.              | Holland          |
| 12.              | Israel           |
| 13.              | Norge            |
| 14.              | Østrig           |
| 15.              | Egypten          |
| 16.              | Kuwait           |